# 奥村正子
奥村 正子（おくむら まさこ、1930年 - 2021年6月）は、日本のパワーリフティングベンチプレス選手。神奈川県横浜市出身。1945年５月29日の横浜大空襲を体験。交通事故で負傷した夫のリハビリのつきそいでトレーニングジムに行ったのがきっかけとなり、73歳でベンチプレスを始める。
2013年、83歳の時に初めて出場した世界マスターズベンチプレス選手権（60歳以上、47㎏級）で優勝。2014年の世界大会（開催地イギリス）、2015年の世界大会（開催地アメリカ）でも優勝し、３連覇を果たす。
2017年、脳梗塞（ラクナ梗塞）の治療で世界大会出場を断念。その直後に長年共にトレーニングに励んできた夫に先立たれる。逆境の中、2017年の全日本大会で優勝し、2018年世界大会で復活優勝を果たす。2019年、初めて日本（成田市）で行われた世界大会で５つ目の金メダルを獲得。日本記録（50㎏）と世界記録（45㎏）を持ち、非公式ではあるが、85歳の時に60㎏のベンチプレスに成功している。マスターズ最高齢で記録を更新している。
2020年東京オリンピックで聖火ランナーを務める夢も持ち、テレビ朝日系列で放映している「東京応援宣言」では、松岡修造と対談も行う。
かつては、住友金属工業株式会社鹿島製鉄所パワーリフティング部に所属していた。現在は、茨城県水戸市の「OLIVA・ボディビル＆フィットネスクラブ」に所属。パラリンピックのベンチプレス日本代表・三浦浩選手を尊敬。試合前に長渕剛の「とんぼ」で気合いを入れている。初の著書となる『89歳、人生なんだってできるのよ!』には、「年をとるのを不安に思う必要はないのよ！」「気持ちまで年をとる必要はない！」「人生なんとかなる！」が信条と記述されている。「お年寄りやこれから年をとる人たちに元気を届けたい！」という想いでバーベルを挙げ続けている。